# Night Is Coming: Threnody for the Victims of Marikana
Night Is Coming: Threnody for the Victims of Marikana (deutsch Es kommt die Nacht: Totenklage für die Opfer von Marikana) ist ein südafrikanischer Kurzfilm von Aryan Kaganof aus dem Jahr 2014. Weltpremiere war am 3. Mai 2014 bei den Internationalen Kurzfilmtagen in Oberhausen.

## Handlung
Kaganof thematisiert das „Marikana-Massaker“, die Erschießung von 34 Bergleuten durch die Polizei im Zuge des südafrikanischen Bergarbeiterstreiks 2012.

## Kritiken
„Ein Zeugnis dafür, wie unsere Wahrnehmung permanenter sozialer Ungerechtigkeit von gesellschaftlichen und medialen Mechanismen geformt wird und ein Vorschlag, wie man diese demontieren könnte.“

## Auszeichnungen
Internationale Kurzfilmtage Oberhausen 2014
- Lobende Erwähnung der Internationalen Jury